# Leskî, raionul Cerkasî, regiunea Cerkasî
Leskî (în ucraineană Леськи) este o comună în raionul Cerkasî, regiunea Cerkasî, Ucraina, formată numai din satul de reședință.

## Demografie
Componența lingvistică a comunei Leskî
     Ucraineană (96,92%)
     Rusă (2,91%)
     Alte limbi (0,14%)
Conform recensământului din 2001, majoritatea populației comunei Leskî era vorbitoare de ucraineană (96,92%), existând în minoritate și vorbitori de rusă (2,91%).

## Legături externe
- pl Leśki în Dicționarul geografic al Regatului Poloniei și al altor țări slave, volum V (Kutowa Wola — Malczyce) anul 1884

- pl Leśki în Dicționarul geografic al Regatului Poloniei și al altor țări slave, volum XV, p. 2 (Januszpol — Wola Justowska)1902